# Tasata tripunctata
Tasata tripunctata är en spindelart som först beskrevs av Cândido Firmino de Mello-Leitão 1941.  
Tasata tripunctata ingår i släktet Tasata och familjen spökspindlar. Inga underarter finns listade i Catalogue of Life.